# サヴォ・ラダノヴィッチ
サヴォ・ラダノヴィッチ（セルビア語: Саво Радановић, ラテン文字転写: Savo Radanović、2009年2月28日 - ）は、セルビアとボスニア・ヘルツェゴビナのサッカー選手。ポジションはゴールキーパー。

## 経歴

### レッドスター・ベオグラード
2024年11月8日、レッドスター・ベオグラードとの契約を2027年まで延長した。
2025年1月3日、レッドスターU-17からトップチームに昇格した。
2025年1月12日、FCスルホン・テルメズ戦に出場し親善試合ながらトップチームデビューを果たした。
2025年3月2日のセルビア・スーペルリーガ、FK IMT戦に出場し16歳2日でトップチームデビューを果たし、2017年4月1日のFKスパルタク・スボティツァ戦でイヴァン・イリッチが記録した16歳15日というクラブ史上最年少記録および2019年11月30日のレッドスター戦でFKヴォジュドヴァツのドラガン・ストイサヴリェヴィッチが記録した16歳5日というリーグ史上最年少記録を更新した。